# Porvenir (Uruguay)
Porvenir ist eine Ortschaft in Uruguay.

## Geographie
Sie befindet sich auf dem Gebiet des Departamento Paysandú in dessen Sektor 2. Porvenir liegt südöstlich der Departamento-Hauptstadt Paysandú bei Chacras de Paysandú und südlich von Esperanza. In östlicher Richtung ist Estación Porvenir die nächste größere Ansiedlung. Südöstlich der Ortschaft fließt zudem der Arroyo Pantanoso Grande.

## Einwohner
Für Porvenir wurden bei der Volkszählung im Jahr 2004 1.035 Einwohner registriert.
| Jahr | Einwohner |
| ---- | --------- |
| 1963 | 559       |
| 1975 | 710       |
| 1985 | 734       |
| 1996 | 862       |
| 2004 | 1.035     |

Quelle: Instituto Nacional de Estadística de Uruguay

## Stadtverwaltung
Bürgermeisterin (Alcalde) von Porvenir ist Sylvia Scaboni.